# Sørøver for én nat
Sørøver for én nat (originaltitel Strangers of the Night) er en amerikansk stumfilm fra 1923 af Fred Niblo.

## Medvirkende
- Matt Moore som Ambrose Applejohn
- Enid Bennett som Poppy Faire
- Barbara La Marr som Anna Valeska
- Robert McKim som Borolsky
- Mathilde Brundage som Mrs. Whatcombe
- Emily Fitzroy som Mrs. Pengard
- Otto Hoffman som Horace Pengard
- Tom Ricketts som Lush